# Eucalyptus ovata
Eucalyptus ovata ist eine Pflanzenart innerhalb der Familie der Myrtengewächse (Myrtaceae). Sie kommt im südlichen New South Wales, an der Südküste von Victoria, im südöstlichen South Australia sowie in Tasmanien vor und wird dort „Blue-leaved Sally“, „Marrawah Gum“, „Black Gum“, „Swamp Gum“, „White Swamp Gum“ oder „Large flowered Swamp Gum“ genannt.

## Beschreibung

### Erscheinungsbild und Blatt
Eucalyptus ovata wächst als Baum, der Wuchshöhen von bis über 30 Meter erreicht. Die Borke am unteren Teil des Stammes oder ist am gesamten Baum glatt, grau-schwarz und kurzfasrig. An den oberen Teilen des Baumes ist sie glatt, weiß, rosafarben oder gelb und schält sich in langen, breiten Bändern. Die Rinde der Zweige ist grün. Öldrüsen gibt es in der Borke, aber nicht im Mark der jungen Zweige. Der Stammdurchmesser erreicht über 1 Meter, selten über 1,7 Meter.
Bei Eucalyptus ovata liegt Heterophyllie vor. Die Laubblätter sind stets in Blattstiel und -spreite gegliedert. An jungen Exemplaren ist die Blattspreite elliptisch, später eiförmig, und matt grün. An mittelalten Exemplaren ist die Blattspreite bei einer Länge von etwa 19 cm und einer Breite von etwa 8,5 cm ebenfalls elliptisch und später eiförmig, gerade, ganzrandig und matt grün. Der Blattstiel an erwachsenen Exemplaren ist bei einer Länge von 17 bis 25 mm schmal abgeflacht oder kanalförmig. Die auf Ober- und Unterseite gleichfarbig glänzend grüne Blattspreite an erwachsenen Exemplaren ist bei einer Länge von 6 bis 15 cm und einer Breite von 1,5 bis 5 cm breit lanzettlich oder eiförmig, gerade, relativ dick, verjüngt sich zur Spreitenbasis hin und besitzt ein stumpfes oder gerundetes oberes Ende. Die erhabenen Seitennerven gehen in mittleren Abständen in einem spitzen Winkel vom Mittelnerv ab. Die Keimblätter (Kotyledone) sind verkehrt-nierenförmig.

### Blütenstand und Blüte
Seitenständig an einem bis 14 mm langen und im Querschnitt stielrunden Blütenstandsschaft stehen in einem einfachen Blütenstand etwa sieben Blüten zusammen. Soweit vorhanden sind die bis zu 5 mm langen Blütenstiele stielrund. Die nicht blaugrün bemehlten oder bereiften Blütenknospen sind bei einer Länge von 6 bis 11 mm und einem Durchmesser von 4 bis 6 mm ei- oder spindelförmig. Die Kelchblätter bilden eine Calyptra, die früh abfällt. Die glatte Calyptra ist konisch oder schnabelförmig, ein- bis zweimal so lang wie der glatte Blütenbecher (Hypanthium) und so breit wie dieser. Die Blüten sind weiß oder cremeweiß.

### Frucht
Die gestielte Frucht ist bei einer Länge und einem Durchmesser von je 4 bis 7 mm konisch oder glockenförmig und drei- bis vierfächrig. Der Diskus ist flach, die Fruchtfächer sind auf der Höhe des Randes.

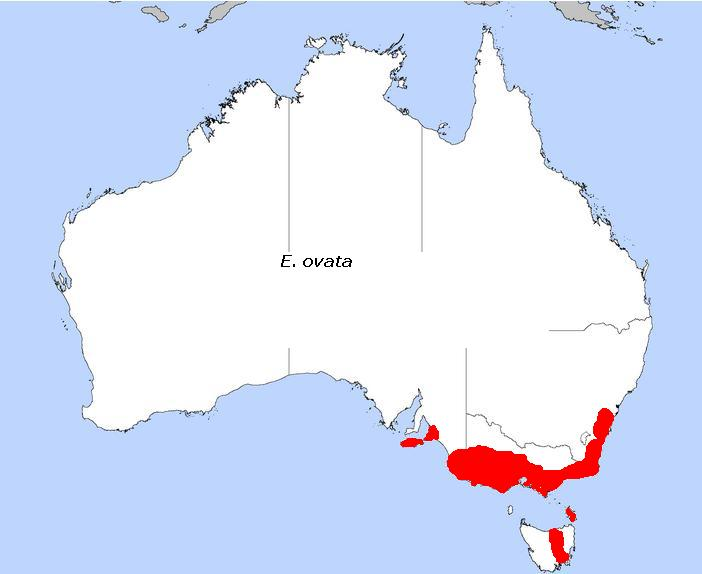
Verbreitungsgebiet

## Vorkommen
Die natürlichen Verbreitungsgebiete von Eucalyptus oleosa liegen im südlichen Küstenabschnitt und im südlichen Tafelland von New South Wales südlich von Sydney, an der gesamten Südküste von Victoria, im Südosten von South Australia um Adelaide und Mount Gambier sowie in Tasmanien.
Eucalyptus oleosa wächst örtlich häufig in lichten Wäldern mit Süßgräsern und Sauergrasgewächsen in niedrig gelegenen und permantent feuchten Standorten.

## Systematik
Die Erstbeschreibung von Eucalyptus ovata erfolgte 1806 durch Jacques Julien Houtou de Labillardière in Novae Hollandiae Plantarum Specimen, Volume 2, S. 13. Das Typusmaterial weist die Beschriftung „in terrâ Van-Leuwin“ auf. Das Artepitheton ovata ist vom lateinischen Wort ovus für Ei abgeleitet und weist auf die Form der Laubblätter hin. Synonyme für Eucalyptus ovata Labill. sind: Eucalyptus gunnii var. ovata (Labill.) H.Deane & Maiden, Eucalyptus acervula Hook.f., Eucalyptus stuartiana F.Muell. ex Miq., Eucalyptus stuartiana var. longifolia Benth., Eucalyptus mulleri Naudin, Eucalyptus paludosa F.Muell. ex R.T.Baker, Eucalyptus gunnii var. acervula H.Deane & Maiden, Eucalyptus gunnii var. elata Hook.f., Eucalyptus ovata var. grandiflora Maiden.
Eucalyptus ovata bildet natürliche Hybriden mit Eucalyptus barberi, Eucalyptus camaldulensis, Eucalyptus globulus und Eucalyptus viminalis.